# Warenhaus Jandorf (Berlin, Brunnenstraße)

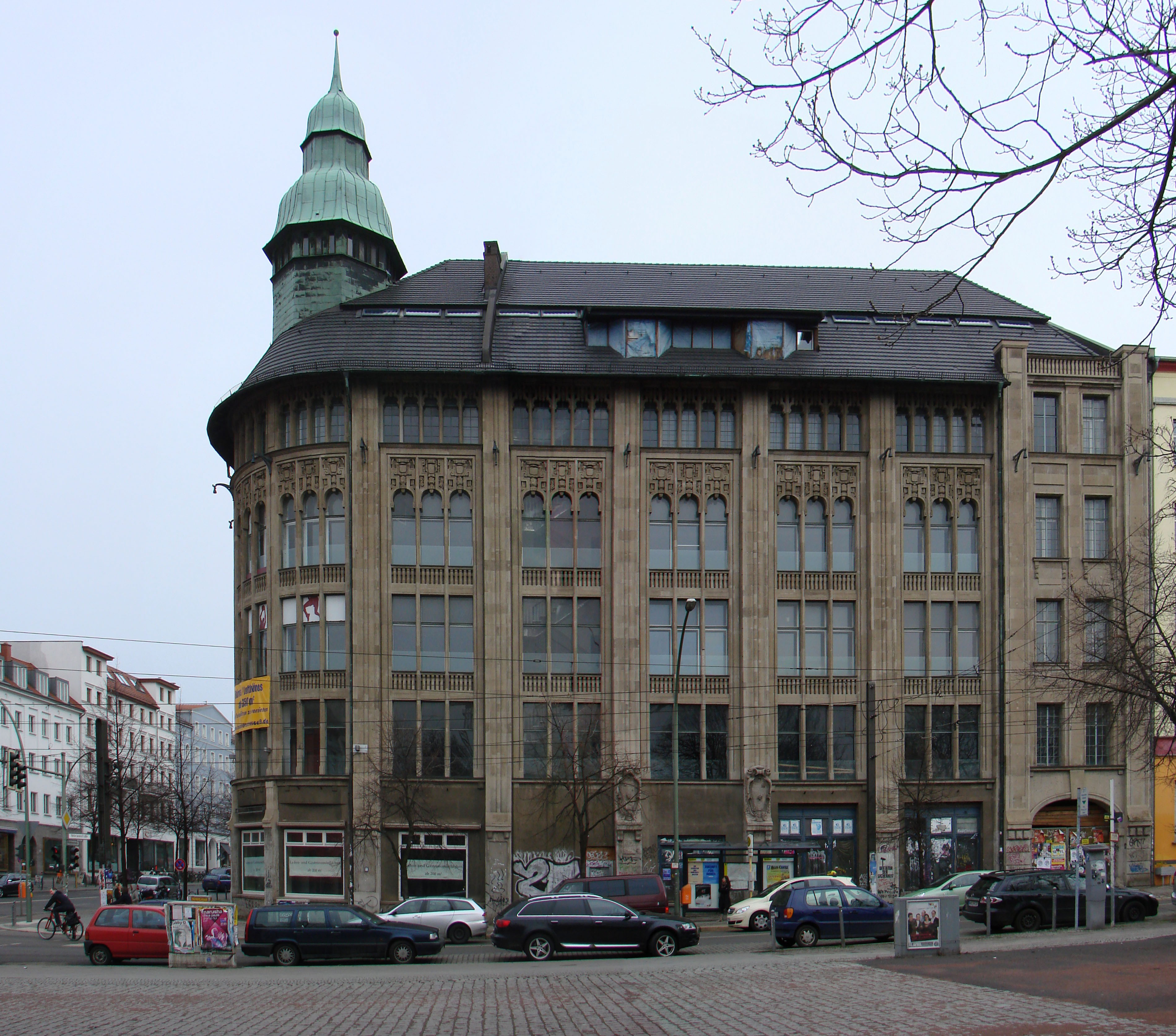
Südseite, 2010

Das Warenhaus Jandorf (auch Warenhaus am Weinberg) wurde 1904 von Adolf Jandorf an der Brunnenstraße in Berlin-Mitte eröffnet. Bis 1945 war das Warenhaus in Betrieb, danach diente es ab 1953 in der DDR als Institut für Modegestaltung. Das Gebäude wurde in den 1980er Jahren unter Denkmalschutz gestellt und nach der Wende vom Berliner Landesdenkmalamt so weitergeführt.
Das Haus ging ab 1991 an die Treuhandanstalt, von der es der Frankfurter Hotelier Jacob Schultz 1993 kaufte. Trotz Sanierung konnte er es nur für kurzfristige Veranstaltungen vermieten, da neu erbaute Immobilien in der Umgebung ihm die Realisierung seiner Baupläne zunichtemachten. Im Oktober 2017 wurde bekannt, dass seine Erben einen langfristigen Mietvertrag mit der Daimler AG abgeschlossen haben.

## Geschichte
Das Architekturbüro Lachmann & Zauber  errichtete das Gebäude 1903/1904 in einer flexibel unterteilbaren Stahlskelettbauweise auf dem Grundstück an der Ecke Brunnen- und Veteranenstraße gegenüber dem Volkspark am Weinbergsweg.
Mit dem Verkauf des Unternehmens A. Jandorf & Co. ging auch dieses Haus 1927 an den Warenhauskonzern Hermann Tietz. Die neuen Eigentümer ließen den Lichthof in den 1930er Jahren über dem 1. Obergeschoss mit Zwischendecken schließen, so dass nur ein großes Foyer übrig blieb.
Als einziges der ehemaligen Jandorf-Warenhäuser überstand es den Zweiten Weltkrieg weitgehend unbeschadet. Nach einem rund sieben Jahre dauernden Leerstand zog dort Ende 1952 das Institut für Bekleidungskultur, später Modeinstitut der DDR ein, dabei wurden zusätzliche Aufzüge eingebaut. 1974 erfolgte ein Ausbau der Dachgauben für eine Büronutzung.
Neben der Gestaltung und Produktion von Kleidung fanden auch Vorführungen und Ausstellungen statt. Dort wurde unter anderem der internationale Modewettbewerb 1955 mit Modefachleuten aus ganz Osteuropa abgehalten. Zwei Kollektionen stellte das Modeinstitut jährlich vor. 1963 wurde ein 25-köpfiges Kollektiv aus Einkäufern, Ökonomen und Modegestaltern gebildet, um ausschließlich Jugendmode zu entwerfen und um der zunehmenden westlichen Konkurrenz zu begegnen. 1969 versorgte die Arbeitsgruppe rund 40 auf Jugendmode spezialisierte Konfektionsbetriebe. Die Modegestalter konnten ihre Kollektionen nicht direkt an die Betriebe übergeben, sondern mussten zunächst „den jeweiligen Ministern und dann den Vertretern der staatlichen Kleidungsbetriebe sowie den Partnern im Handel zur Genehmigung“ vorgestellt werden.
Nach der Wende wurde das Modeinstitut aufgelöst, das Haus leergeräumt. Die Treuhandanstalt schrieb das denkmalgeschützte Haus zum Verkauf aus. So gelangte das ehemalige Warenhaus im Jahr 1993 in das Eigentum des Frankfurter Hoteliers Jacob Schultz. Schultz ließ Fassade und Dach sanieren und baute eine Tiefgarage mit 25 Pkw-Stellplätzen. Pläne für einen Komplettumbau, um die Räume als Büros, Praxen, Konferenzsäle und Lofts vermieten zu können, kamen nicht zur Ausführung. Nach dem Auszug einer Filiale der Hypo-Service-Bank 1998 stand das Haus die meiste Zeit leer und wurde gelegentlich für Ausstellungen und Kunstprojekte genutzt.
In den 2010er Jahren erfolgte eine Zwischennutzung als temporäre Eventlocation wie etwa für die Berlin Fashion Week 2017, für „das begehbare Programm der CDU. #fedidwgugl Haus“ zur Bundestagswahl 2017 oder für die Berlin Food Week 2017.
Von Ende 2017 bis Sommer 2019 wurde das Gebäude von dem Berliner Ingenieurbüro Silver Construction Engineering generalsaniert und umgebaut, auf Basis umfangreicher planungstechnischer Vorarbeiten der Architekten Aukett und Heese.
Nach Abschluss aller Arbeiten, im Juli 2019 zog der Automobilkonzern Daimler AG (gemeinsam mit BMW) als langfristiger Mieter ein und betreibt hier neben der Mercedes-Benz-Gallery in Unter den Linden eine weitere Hauptstadtrepräsentanz. Nach Angaben einer Berliner Tageszeitung soll der Mietvertrag eine Laufzeit von vermutlich 30 Jahren haben. Seit der von Daimler geförderten Berlin Fashion Week 2017 befand sich bis zur Sanierung ein beleuchteter Mercedes-Stern über dem damaligen Haupteingang an der Ecke. Im Februar 2019 bildeten Daimler und BMW das Gemeinschaftsunternehmen ShareNow  und bezogen im Juli 2019 das Haus. Die bisherigen Car-Sharing-Angebote car2go (Daimler) und DriveNow (BMW) gingen in der neuen Marke ShareNow auf. Hier wurden weltweit als „globales Headquarters“ neben Carsharing weitere Dienstleistungen angeboten wie etwa Ride-Pooling (Personensammelbeförderung), Mitfahrdienste (Free Now), Parken (Park Now) und Ladestationen für E-Mobil-Autos (Charge Now). Seit dem vollständigen Abschluss der Sanierung Ende des Jahres 2019 arbeiten hier rund 500 bis 700 Angestellte.

## Architektur
Das Bauwerk mit einer abgerundeten Ecke hat fünf Etagen und bot ursprünglich eine Verkaufsfläche von etwa 10.000 m². Ein vom Straßenniveau nicht sichtbarer zurückspringender Aufbau bietet eine sechste Etage. Die Dächer sind als Pultdächer mit einigen auffälligen Spitzgiebelelementen versehen. Die Architekten orientierten sich bei der Gestaltung des Bauwerks als Mauerpfeilerbau an den Warenhausbauten des Architekten Alfred Messel. Die Fassaden an den Straßenfronten wurden im Erdgeschoss mit Muschelkalk verblendet, darüber in Tuffstein (Weiberner Tuffstein). An den jeweils zwei Pfeilern, die die ursprünglichen Eingänge an beiden Straßenseiten flankieren, befinden sich Kartuschen mit Bienen als Symbole des Fleißes. Die oberen Fenster ziert Maßwerk im geometrischen Jugendstil. Auf der Dach-Ecke befindet sich ein verkupferter, achteckiger Turmaufsatz. Die beiden Baukörper zu den Straßen hin sind 15 m bzw. 18 m breit, der Schenkel zur Brunnenstraße ist etwa 57 m lang, derjenige zur Veteranenstraße etwa 47 m lang. Entsprechend dem vorgegebenen Straßenverlauf hat die Ecke einen Winkel von weniger als 90 Grad. Der entstehende Innere Eckbereich ist mit Ergänzungsbauten gestaltet. Eine größere Verkaufs- bzw. Nutzfläche entsteht durch einen schrägen Anbau in der Brunnenstraße, der in den Hof hineingeht und vom Nachbarhaus verdeckt ist.

## Galerie

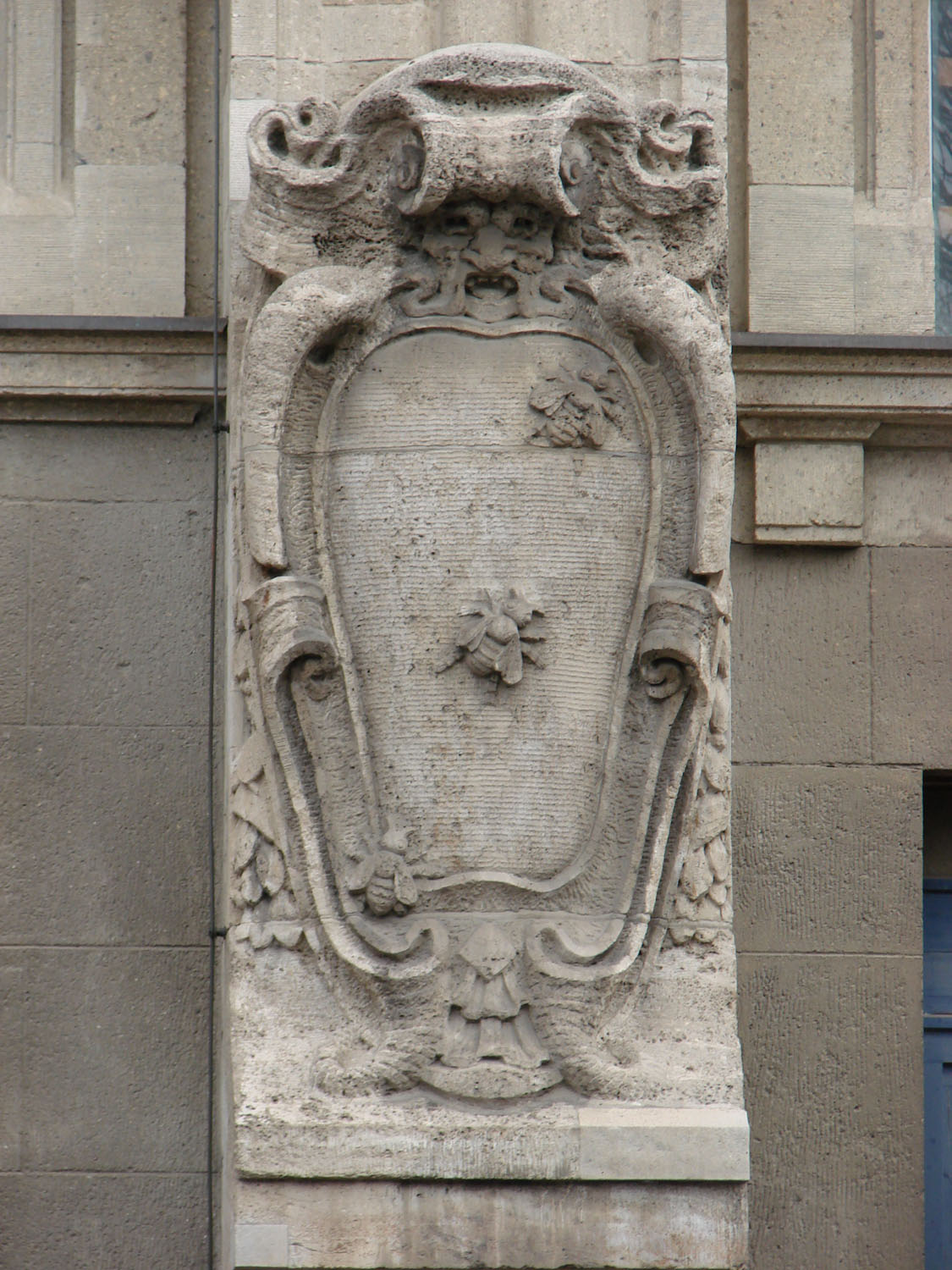
Kartuschen mit Bienen an den Pfeilern
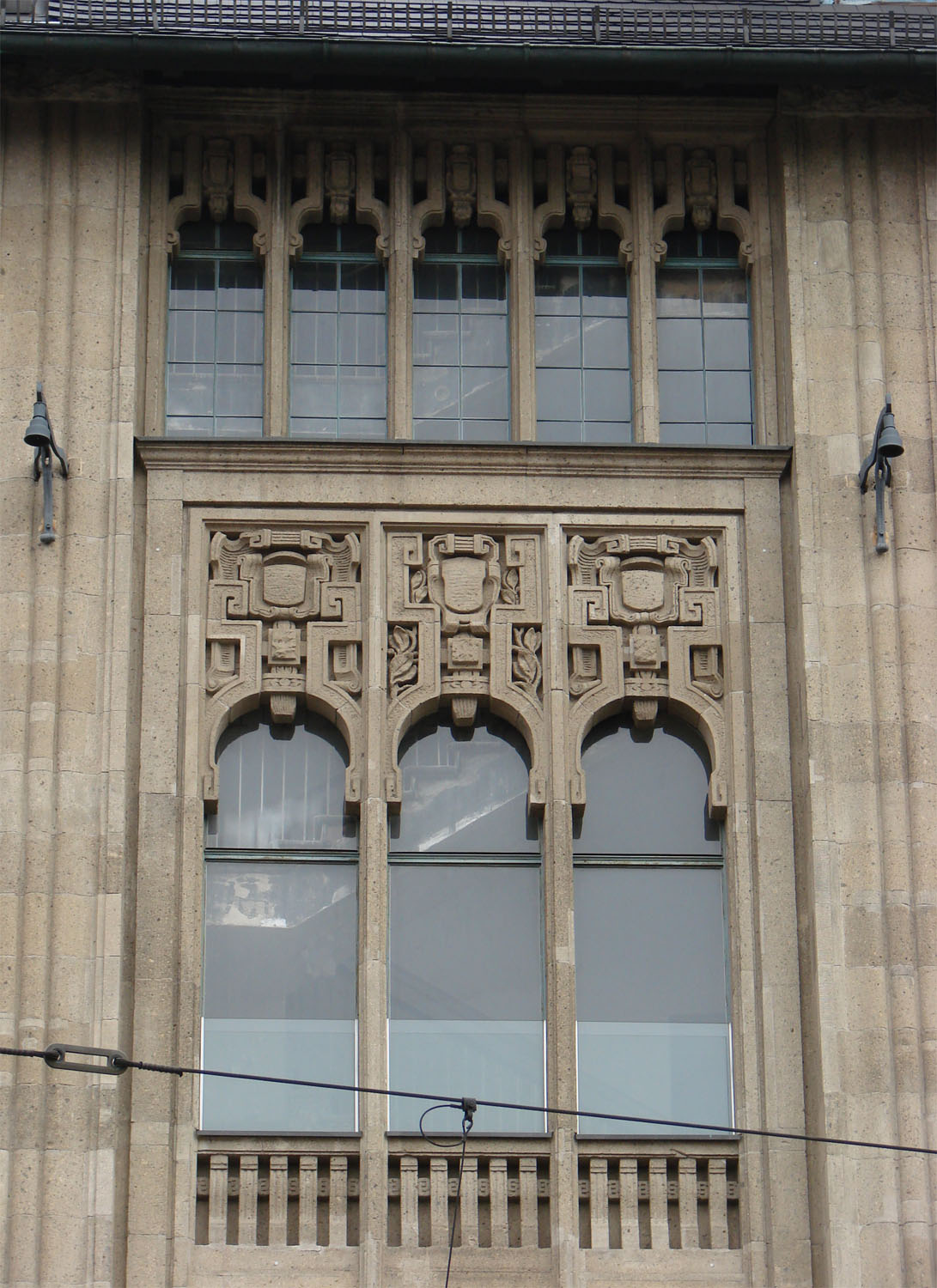
Fenster mit Maßwerk im Jugendstil im dritten und vierten Stock
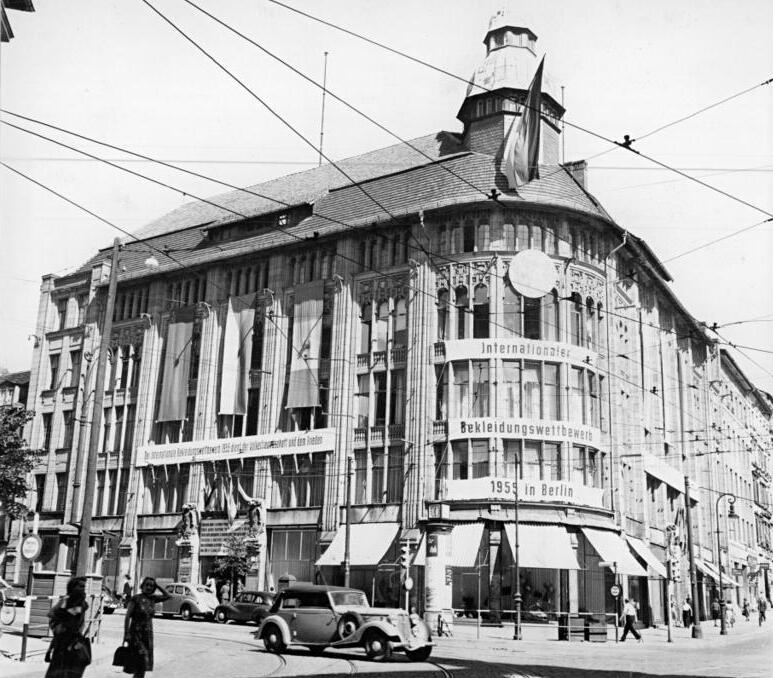
Als Institut für Bekleidungskultur beim internationalen Modewettbewerb 1955
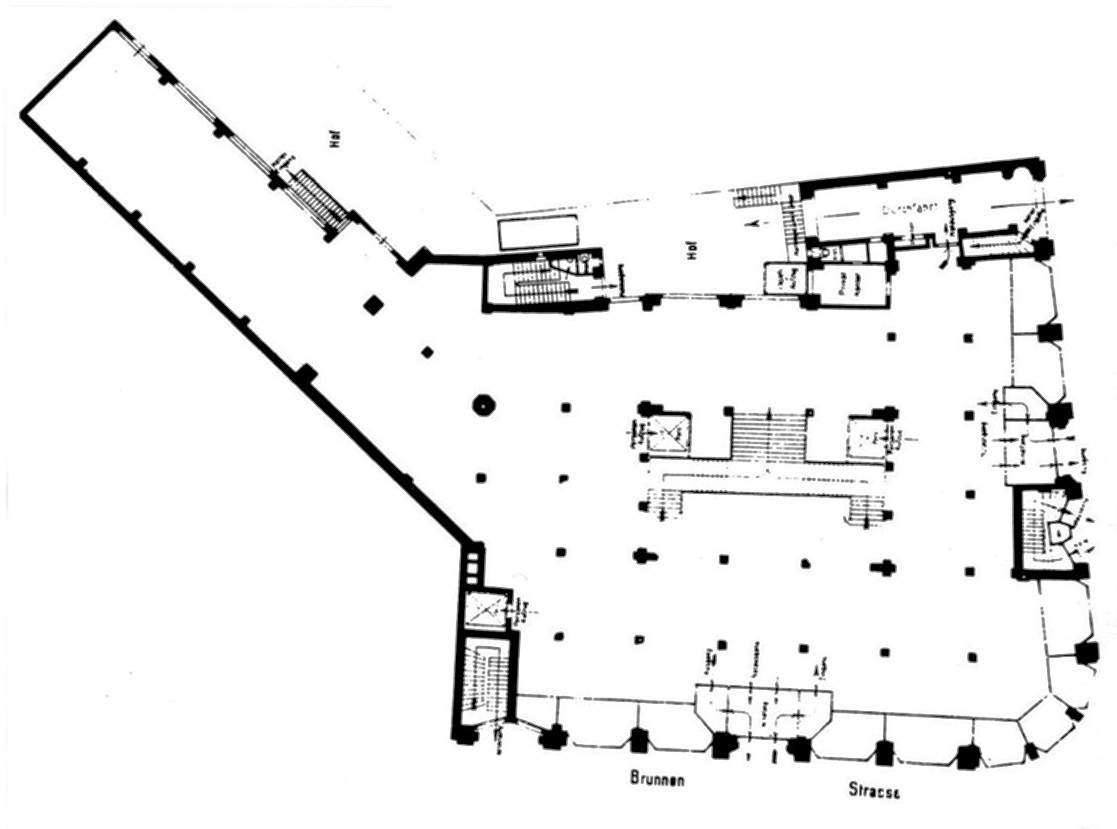
Grundriss des Erdgeschosses
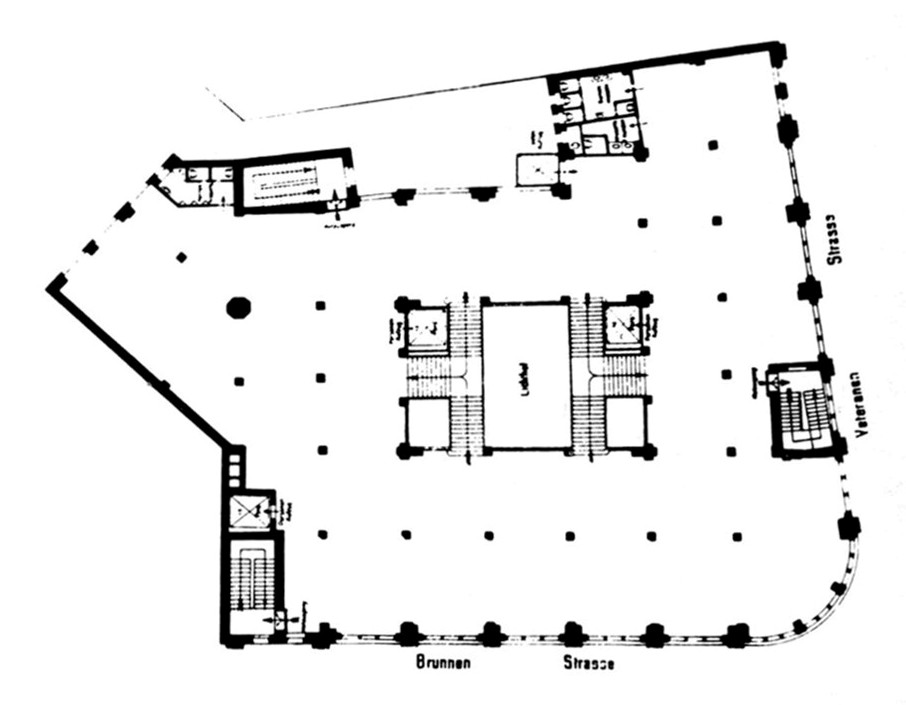
Grundriss des ersten Stockwerks